# Оганесян, Беатрис
Беатрис Оганесян (арм. Բեատրիս Հովհաննիսյան; 15 марта 1927 — 17 июля 2008) — ирако-армянская пианистка, известная тем, что была первой концертной пианисткой и первой женщиной-композитором Ирака.

## Биография

### Ранняя жизнь и образование
Оганесян родилась в Багдаде в 1927 году в богатой армянской семье. Её отец, родившийся в Персии, поселился в Багдаде после того, как некоторое время работал в Индии с англичанами. Её мать и два дяди остались сиротами, пережившими Геноцид армян. Оба родителя подталкивали её к занятиям музыкой. Оганесян поступила в институт изящных искусств, окончив его с особым отличием по специальности фортепиано. После окончания университета она работала ассистентом у своего румынского профессора фортепиано Жюльена Герца. Иракская правительственная стипендия позволила ей продолжить обучение в Королевской академии музыки в Лондоне у профессора Макса Пирани. Четыре года спустя она получила диплом по классу фортепиано и педагогике, а также вторую специальность — пение. Затем она получила стипендию Фулбрайта для обучения в Джульярдской школе в Нью-Йорке, причиной тому стало дебютное выступление в Карнеги-Холле. Затем её стипендия была продлена ещё на один год в связи с революцией 14 июля в Ираке.

### Возвращение в Ирак
Находясь в Соединенных Штатах, Оганесян навестила своего брата Аршама и его жену в Миннесоте. Там она выступала с Миннесотским оркестром и получила предложение остаться в Америке. Но Оганесян чувствовала необходимость быть в Ираке.
Все говорили мне, что я должна остаться в Америке, но внутренний голос говорил мне, что я должна вернуться в Ирак и научить своих соотечественников любить музыку. Классическая музыка была новой для проникновения в Ирак, и там нужны были люди, подобные мне, чтобы воспитывать любить её.
Затем Оганесян была назначена заведующей кафедрой фортепиано Багдадского Института изящных искусств. Во время летних каникул она принимала участие в музыкальных семинарах в разных странах. В 1961 году она стала главной концертной пианисткой Иракского национального симфонического оркестра, занимая этот пост более тридцати лет. С 1969 по 1972 год она преподавала одновременно в Университете Миннесоты и колледже Макалестер. В 1980 году, во время ирако-иранской войны, она написала первую иракскую «Вестерн» композицию. Её работа привлекла внимание иракских официальных лиц, включая президента Саддама Хусейна. Когда её спросили, какую награду она хотела бы получить за свои достижения, она попросила лучшее пианино. Ей подарили рояль Steinway, который она оставила, когда поселилась в Соединенных Штатах после первой войны в Персидском заливе. Весной, незадолго до её смерти, пианино, которое хранила одна из её подруг по иракскому Национальному симфоническому оркестру, наконец прибыло в Миннесоту вместе с несколькими её вечерними платьями.

### Последующая жизнь и смерть
В 1994 году Оганесян навсегда переехала в Соединенные Штаты, поселившись в Миннеаполисе-Сент-Пол, присоединившись к своему брату Аршаму и сестре Сите. Она снова начала преподавать в университете Миннесоты, колледже Макалестер, а также в университете Сент-Томаса. Она работала органисткой Армянской Апостольской церкви Святого Павла. Оганесян умерла от рака 17 июля 2008 года в Блумингтоне в возрасте 81 года.